# الویس استویکو
الویس استویکو (انگلیسی: Elvis Stojko؛ زادهٔ ۲۲ مارس ۱۹۷۲) اسکیت‌باز نمایشی، بازیگر، و کاراته‌کا اهل کانادا است.